# Arsène Garnier

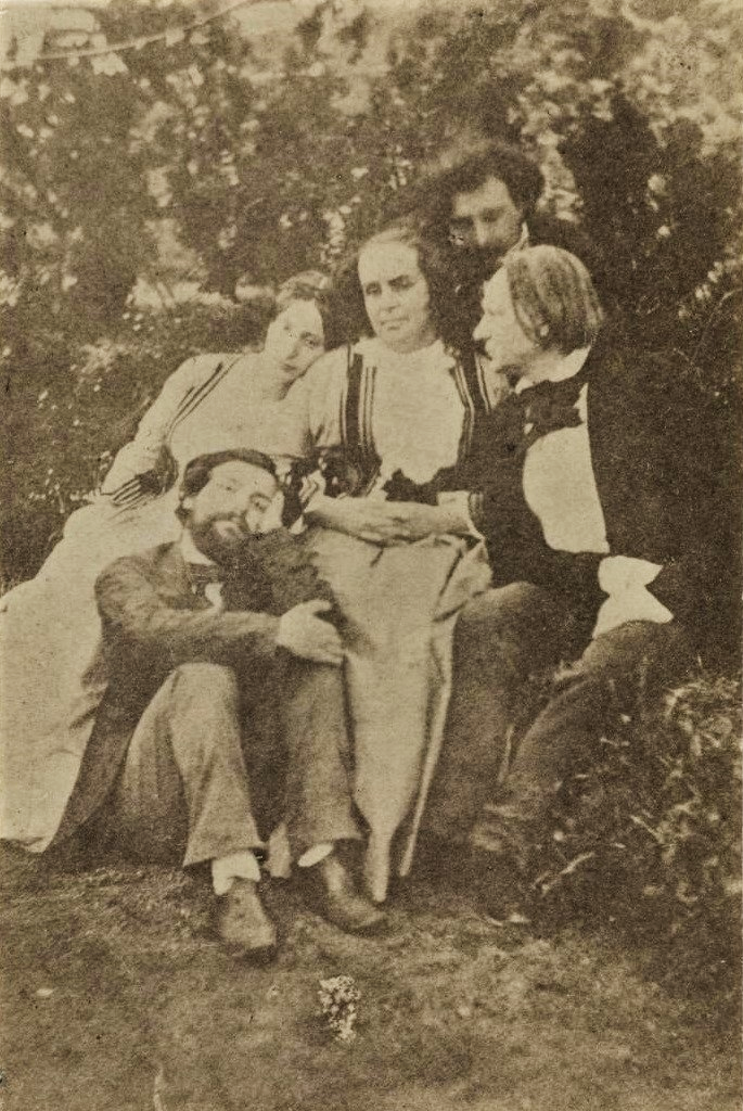
Victor Hugo se svou rodinou

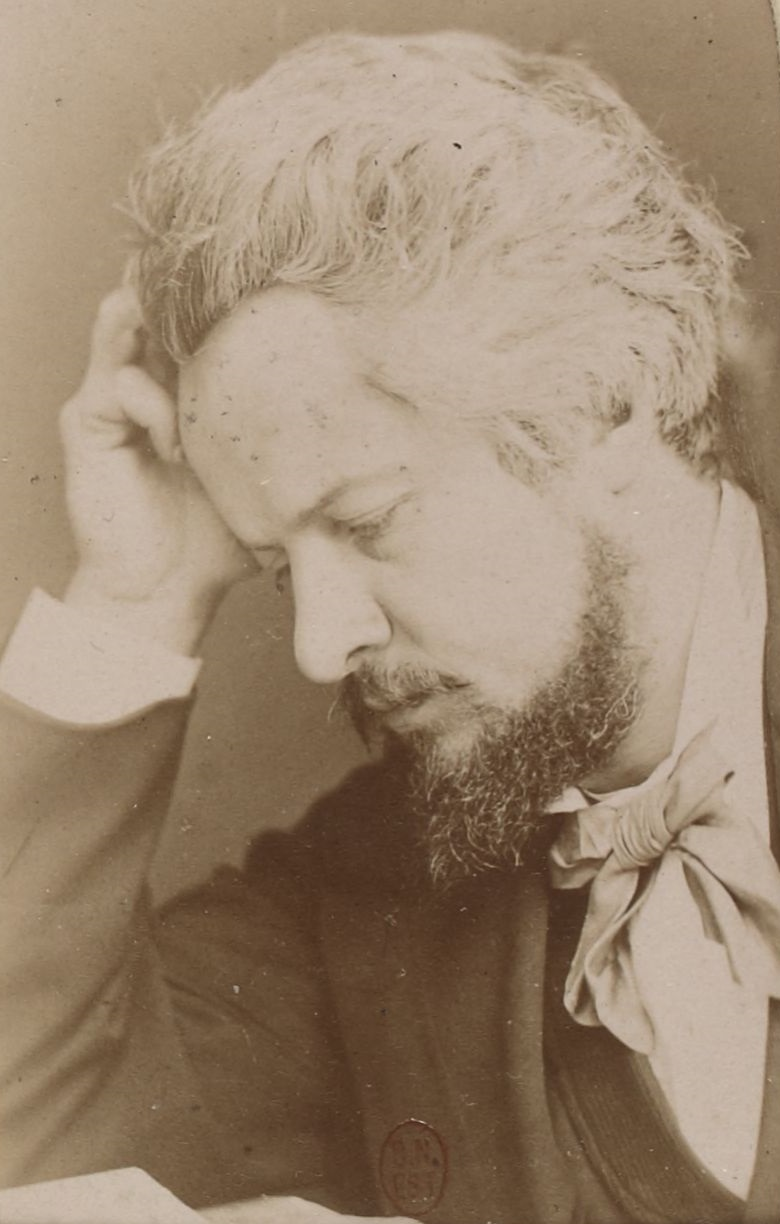
Adolphe Pelleport

Arsène Garnier (21. června 1822 Saint-Pierre-de-Cresnay – 12. září 1900 Cuves) byl francouzský fotograf známý portréty básníka Victora Huga.

## Životopis

### Mládí
Arsène Garnier se narodil 21. června 1822 v Saint-Pierre-de-Cresnay v rodině normanských rolníků ve vesnici Gauterie. Poměrně dobře zajištění rodiče jej poslali studovat na vysokou školu v Avranches. Tam se spřátelil s kamarádem, který ho přivedl k fotografování, a seznámil ho s daguerrotypií.
Po studiích cestoval mladý Arsène na sever od Lamanšského průlivu a poté lodí na Normanské ostrovy. Pravděpodobně nějakou dobu strávil v Anglii a Belgii, než se usadil na ostrově Guernsey.

### Fotografie
Arsène Garnier trvale založil své fotografické studio v roce 1848 v hlavním městě ostrova Saint-Peter-Portu na adrese St-James-Street 3, jak je zmiňováno na zadní straně mnoha jeho fotografií.
Na začátku své kariéry vytvářel především portrétní vizitkové fotografie, díky kterým se mohl svým uměním živit.
Ve snaze učinit své dílo ještě realističtějším zdokonalil v roce 1855 proces barvení zvaný „barevná fotokerografie“ který si nechal patentovat ve Francii, Anglii a Belgii.
Arsène Garnier při prezentaci svého vynálezu, nutného k získání patentu, popisuje svůj vynález těmito slovy: "Vynález, jehož předchozí název spočívá v tom, že se tiskům běžné fotografie dává vzhled a barva malby, aniž by bylo možné rozeznat tahy štětcem, kterými se odlišují všechna dosud zhotovená fotografická díla".ref: L'invention dont le titre précède consiste à donner aux épreuves de photographie ordinaire l'apparence et le coloris de la peinture sans qu'il soit possible de distinguer les coups de pinceau, qui déparent toutes les œuvres photographiques, que l'on a faites jusqu'à ce jour.
Národní ústav průmyslového vlastnictví (INPI) uchovává ve své databázi kompletní popis systému barevné fotokerografie .

### Přítel Victora Huga
Arsène Garnier se setkal s Victorem Hugem v roce 1866. Navzdory jejich odlišným politickým názorům — Victor Hugo byl republikán, zatímco Arsène Garnier byl monarchista - oba muži vytvořili skutečné pouto, díky kterému se Arsène Garnier stal stálým hostem v Hauteville House.
Podařilo se mu podat svědectví o životě básníka v exilu na Guernsey v letech 1855 až 1870. Své vzpomínky publikoval v příspěvku do Revue de l'Avranchin, od triviálních anekdot k Hugovým portrétům: "Victoru Hugovi bylo v té době 60 let a oplýval takovou vervou, že by mu šikovný fyziognom takový věk netipoval. Vousy, téměř úplně bílé, které rámovaly jeho obličej, dodávaly jeho tváři nádech typické majestátnosti. Jeho knír, vrtkavým vlivem přírody, zůstal černý. Když jsme viděli jeho oblečení, cítili jsme, jak málo se staral o zevnějšek; nicméně, navzdory této jednoduchosti, nikdo nikdy nedal jako on jasnou a skutečnou představu velkého pána."
Z Arsènových slov vyplývá, že Victor Hugo miloval psy. Sám vlastnil chrta, na jehož obojku měl vyryté verše své inspirace: "Rád bych, aby mne někdo z mého domu vzal zpátky."
Na znamení jejich přátelství dostal Arsène Garnier od Victora Huga mnoho darů, včetně černého pláště, který je nyní uložen v Muzeu umění a historie Granville .

### Fotograf Victora Huga
Již v roce 1852 zorganizoval Victor Hugo na ostrově Jersey fotografický workshop s Augustem Vacqueriem a Charlesem Hugem, aby přispěl k jeho proslulosti zakázaného básníka. Stejně jako tehdejší současní fotografové jako Edmond Bacot nebo Étienne Carjat měl Arsène Garnier společnou vášeň pro fotografování s Hugem. Portréty Victora Huga pořízené Arsènem Garnierem zvěčňují výřezy ze života svědectvím o ugolském exilu na Guernsey z roku 1866, aniž by však našly romantický nádech, který charakterizoval některé fotografie studia v Jersey.
Memoáry napsané kritikem Paulem Stapferem anekdoticky vyprávějí, že skupina herců oznámila svůj příjezd na Guernsey, aby předvedli hru Hernani. Victor Hugo si nenechal ujít příležitost pozvat je do Hauteville House a vložit každému ze svých hostů do ubrousku svůj portrét, který pořídil Arsène Garnier, který byl rovněž pozvánkou na slavnosti.
Arsène Garnier je také autorem několika fotografií Victora Huga obklopeného svými příbuznými. Tyto portréty, opravdové ponoření do intimity intelektuála, odhalují závoj na něžném a ochranitelském muži. Blízký přítel dokonce nechal fotografa zvěčnit stárnoucí rysy své milenky Julietty Drouet.

## Galerie

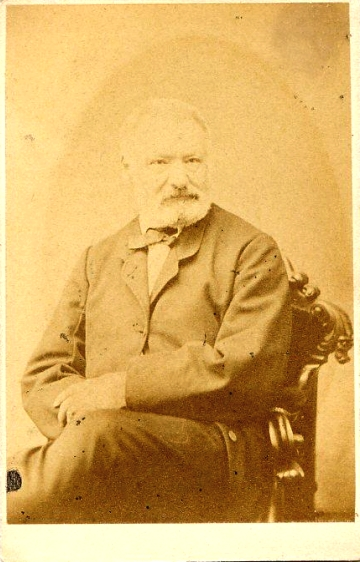
Portrét Victora Huga, 1866
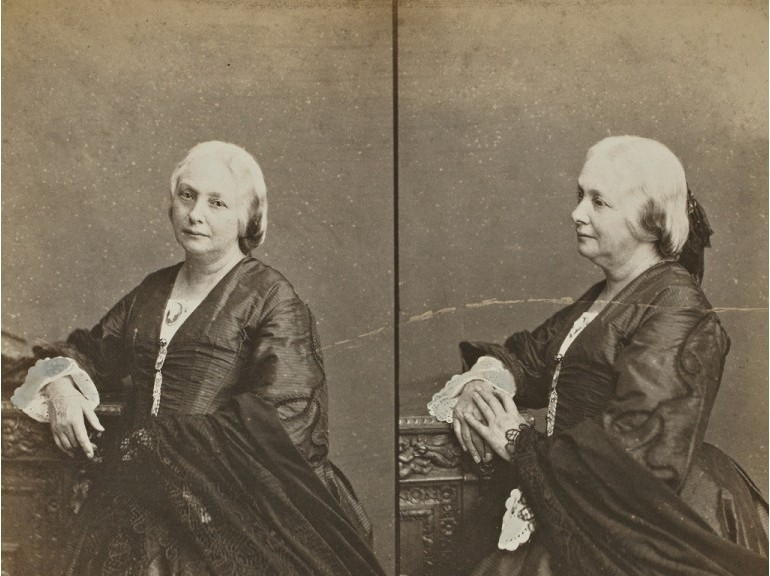
Dvojportrét milenky Julietty Drouetové, 1868
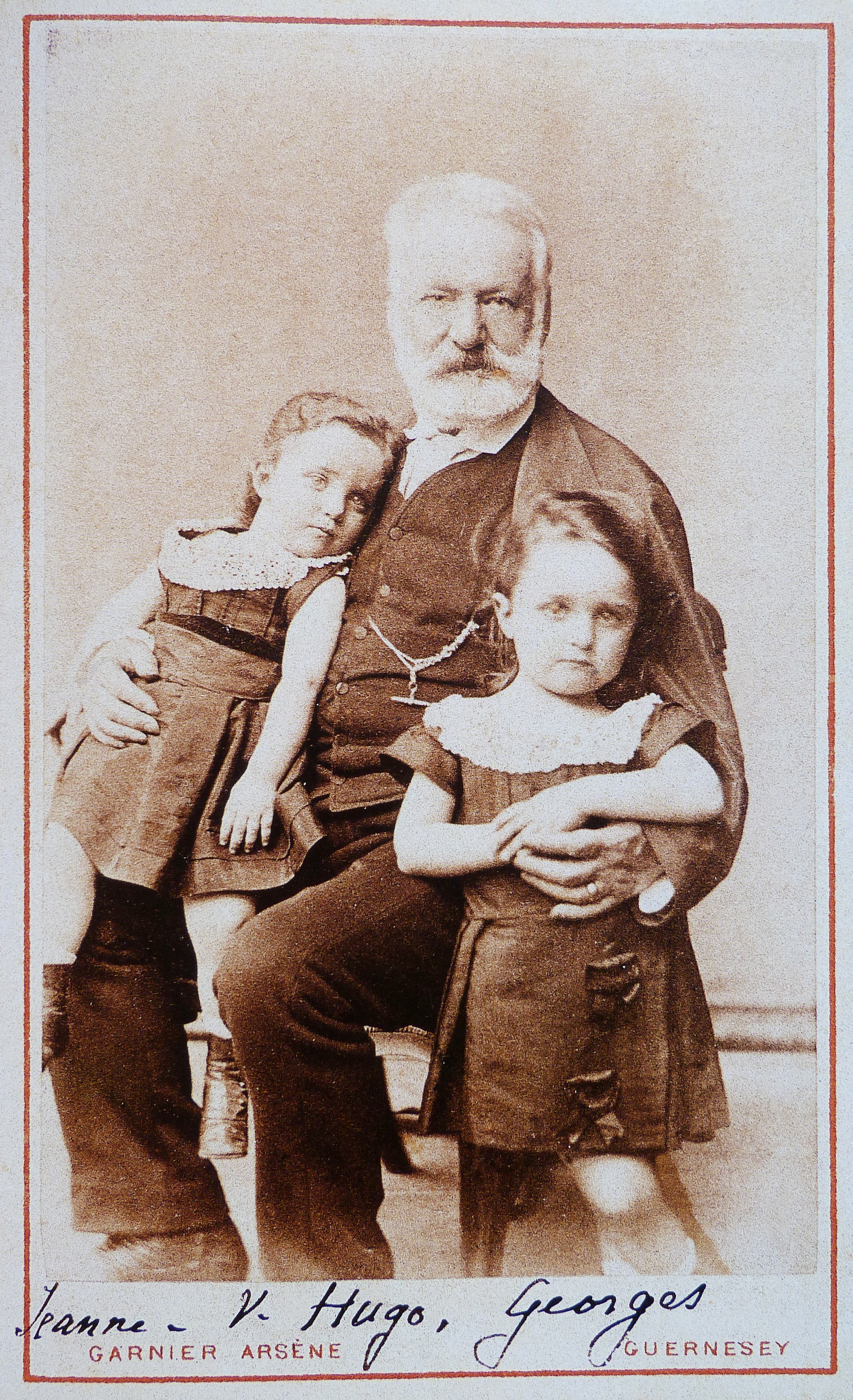
Victor Hugo, vnuk Georges a vnučka Jeanne, 1872
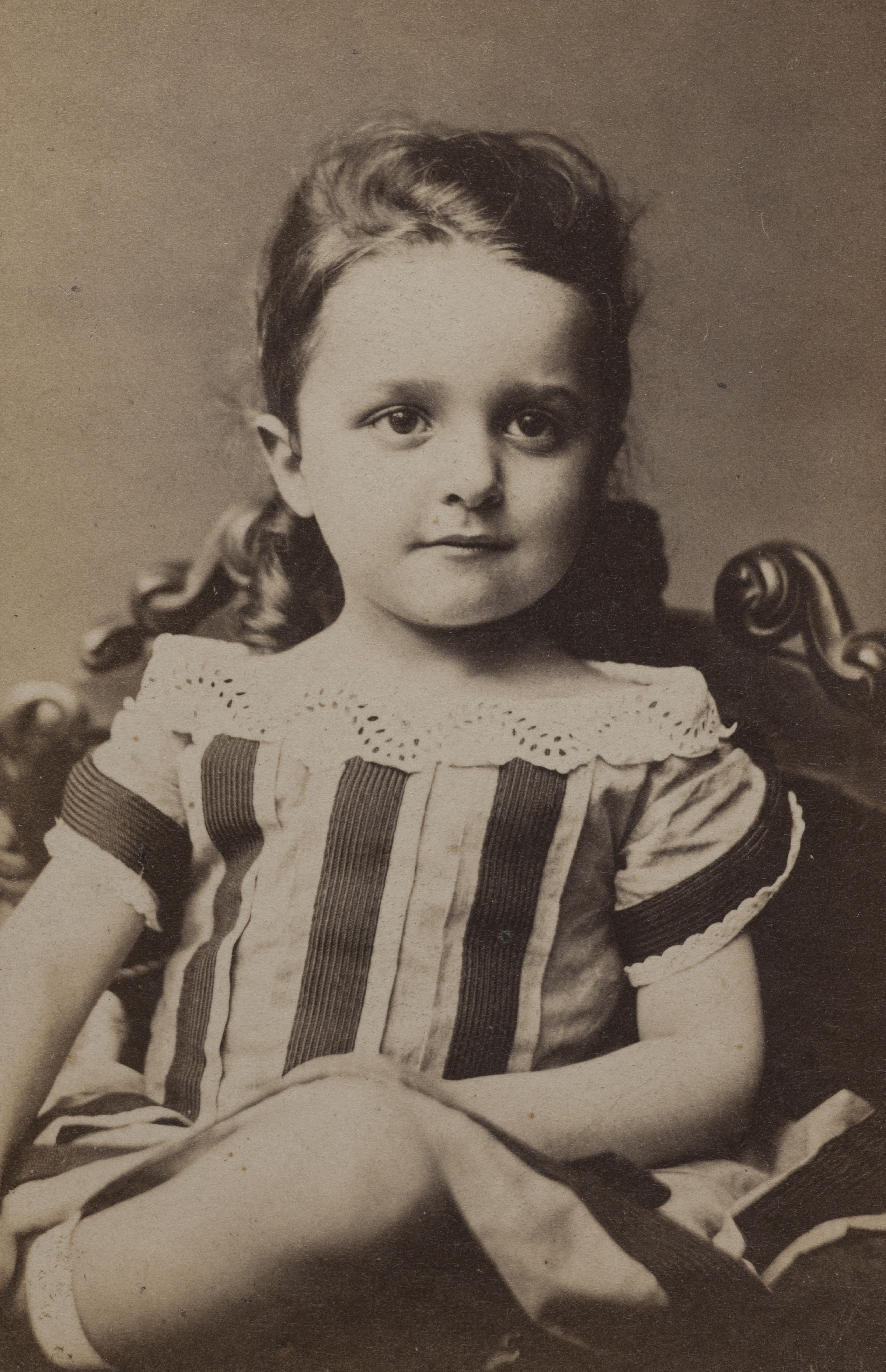
Vnučka Jeanne Hugo
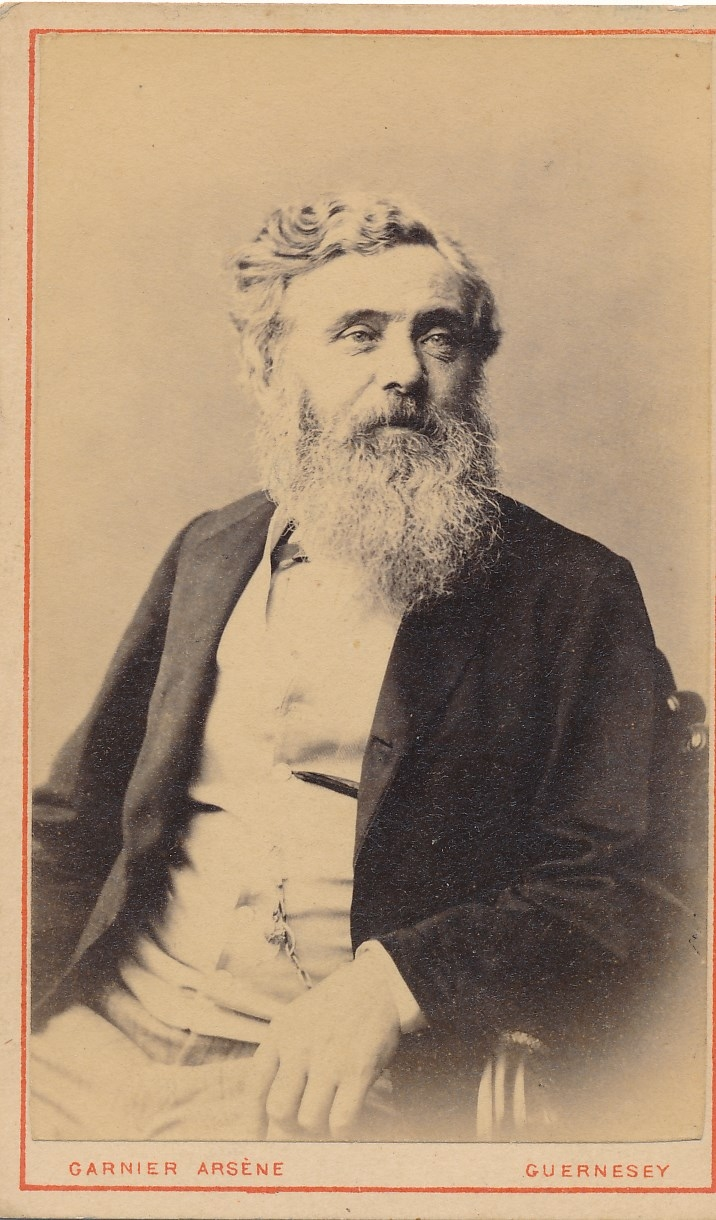
Adrien Lacordaire
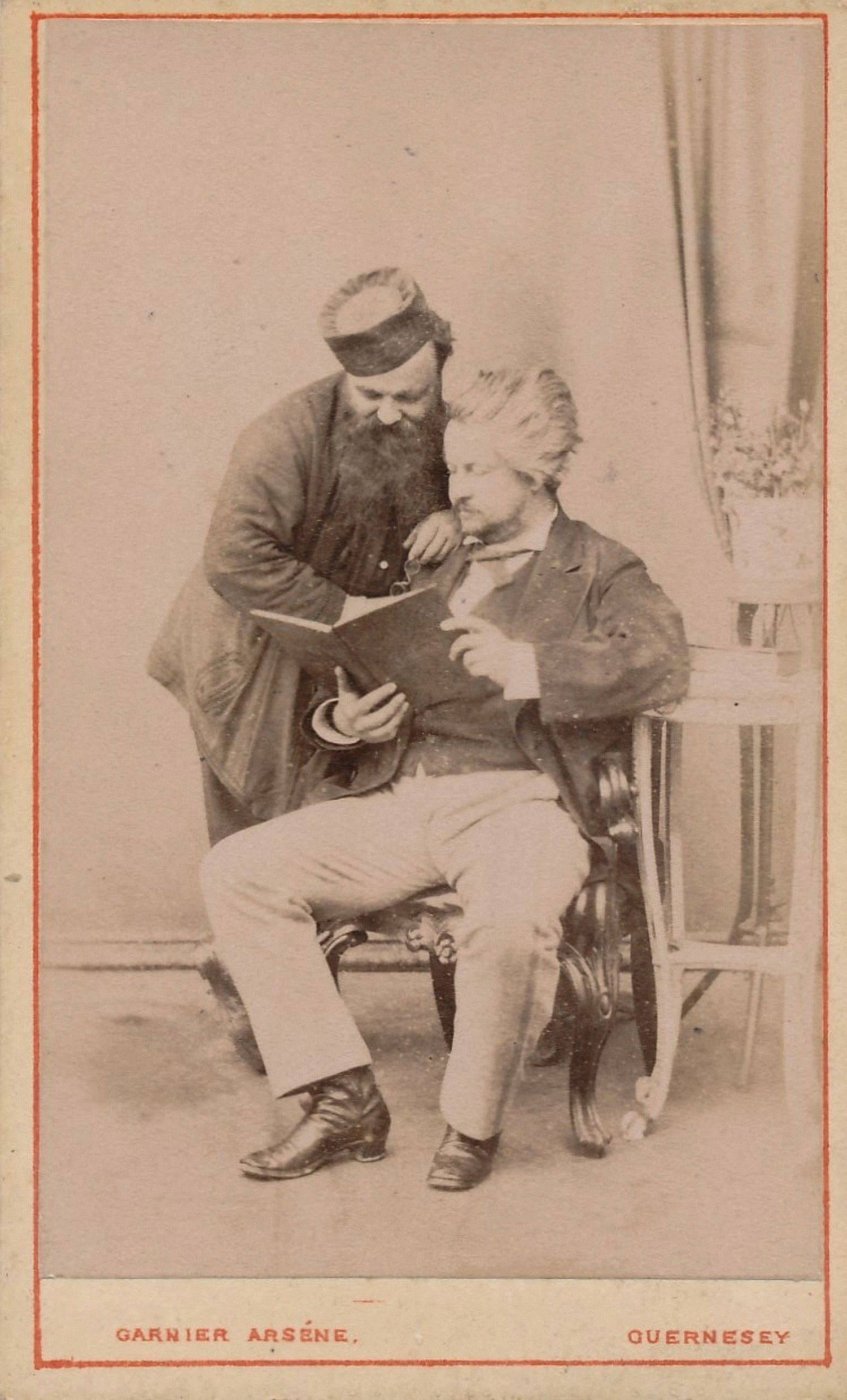
Arsène Garnier a Adolphe Pelleport
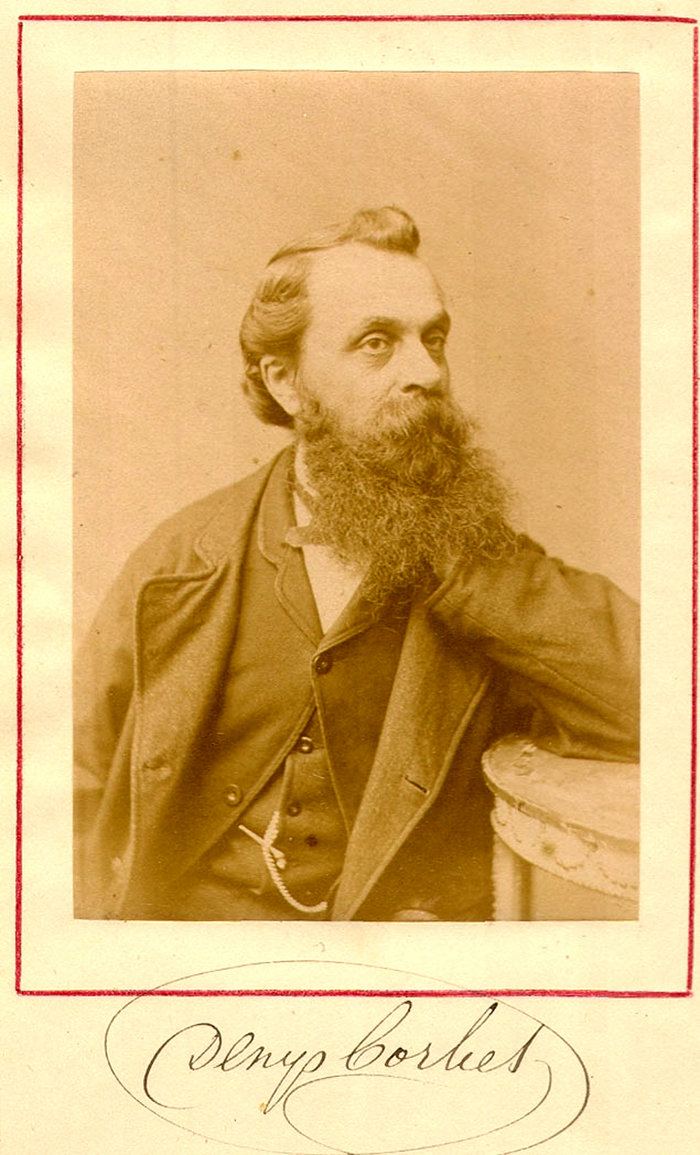
Denys Corbet
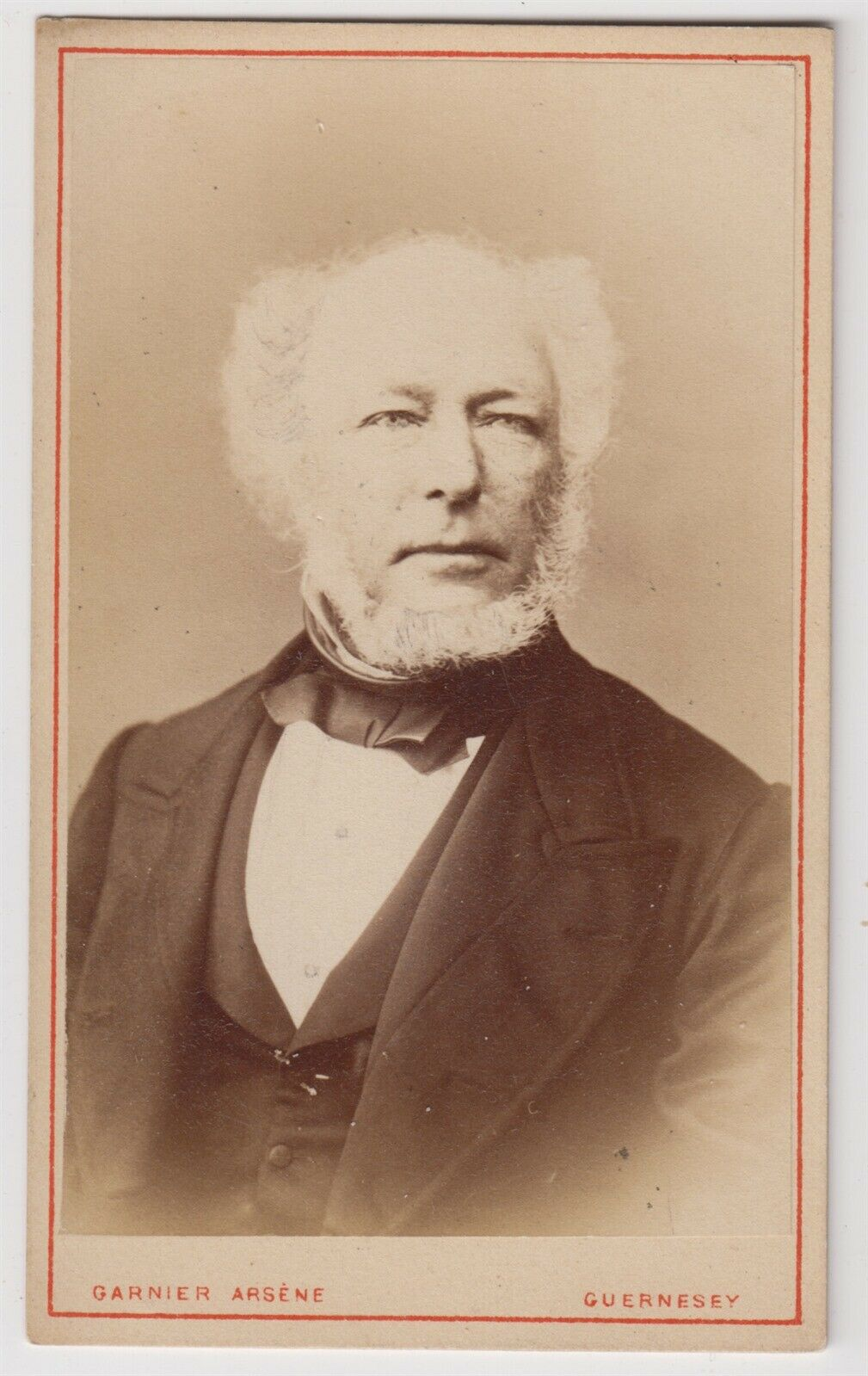
Henry Tupper
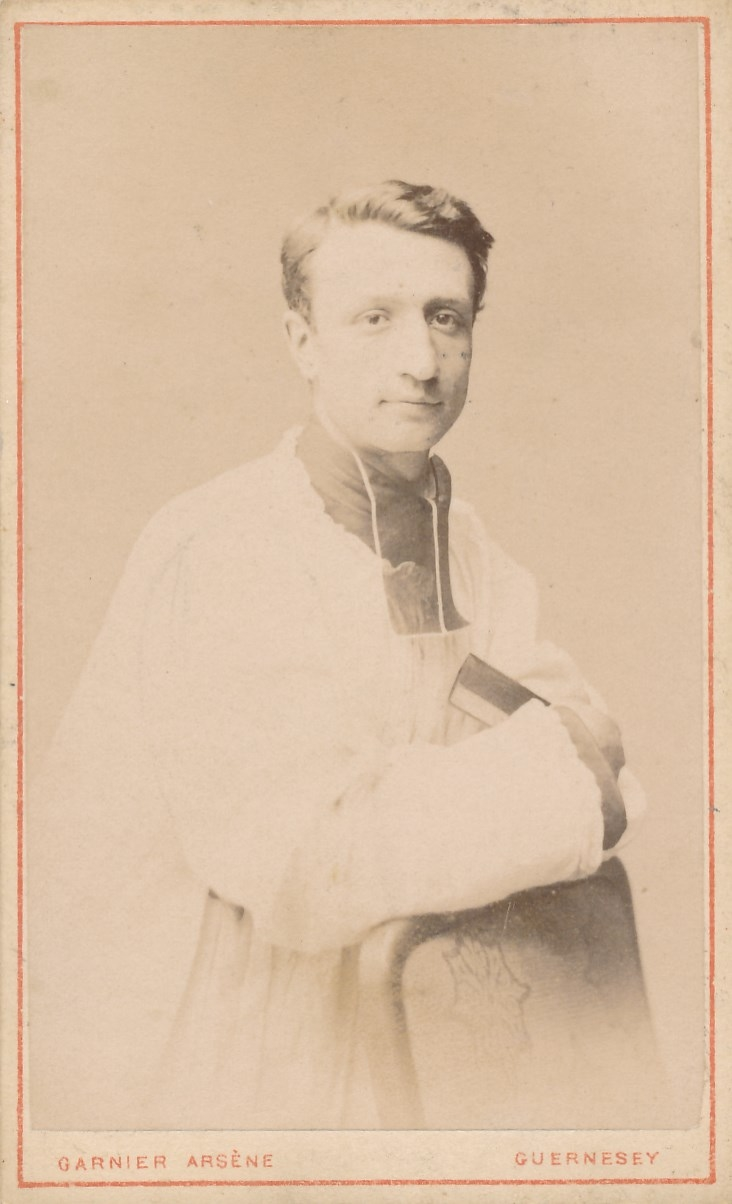
Portrait d'homme par Arsène Garnier
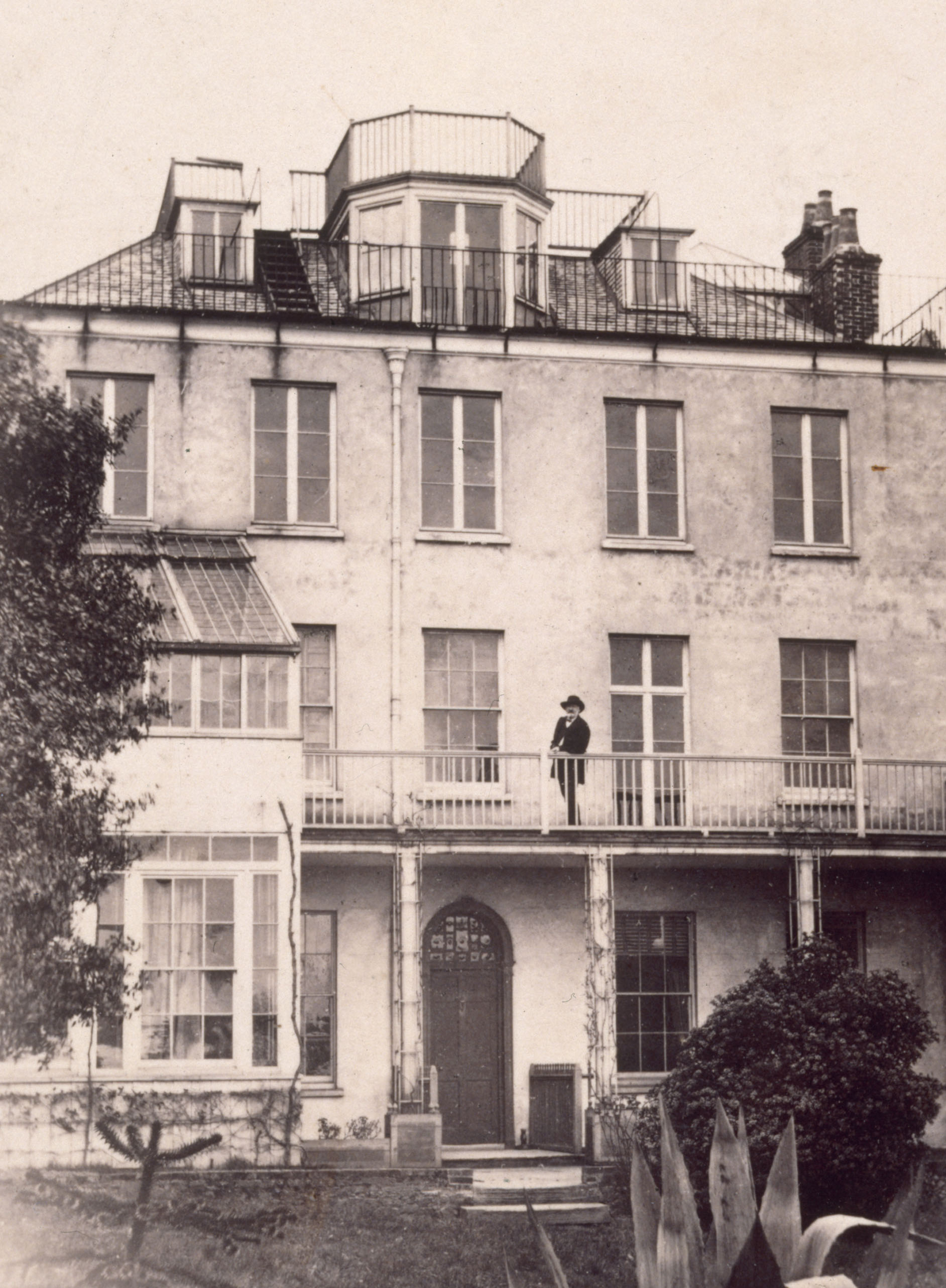
Victor Hugo v Hauteville House, Guernesey

### Poslední roky v Cuves
Pokud si Arsène během svého dlouhého pobytu na Guernsey zalíbil vést rychlý životní styl, bylo to na konci 70. let 19. století v Cuves, kde si postavil honosný dům v místě zvaném Noblerie. Stále viditelnou budovu obklopují dvě symetrické budovy, které byly původně zakončeny dvěma prosklenými střechami, kde se Arsène Garnier věnoval fotografii a astronomii. ; vášně, které mu vynesly přezdívku „Garnier the Artist“.
La Noblerie se stala místem setkání mnoha místních významných osobností. Arsène Garnier zde ubytoval celou svou sbírku vzácných a vzácných předmětů, včetně memorabilií od Victora Huga a sbírku téměř 12 000 prací vystavených v jeho galerii vedle jeho četných portrétů.
Poté, co přežil svou manželku a dvě dcery, Arsène Garnier zemřel 12. září 1900 ve svém domě v Noblerie. Je pohřben na hřbitově v Cuves.